# Miyagi Riko
Miyagi Riko (宮城 理子 Cung Thành Lý Tử) là một nữ tác giả truyện tranh Nhật Bản.

## Những truyện tranh cô đã viết:
- Love Monster (Quái vật đáng yêu)
- Mei-chan's Butler (メイちゃんの執事, Mei-chan No Shitsuji, Chàng quản gia của bé Mei)
- Hana Ni Nare!
- Garden Story
- Iton Yori Ai wo Komete
- Oni ga Saku
- Reiko
- Roo no Oukoku
- Tsuki no Umareru Mori